# Maionese

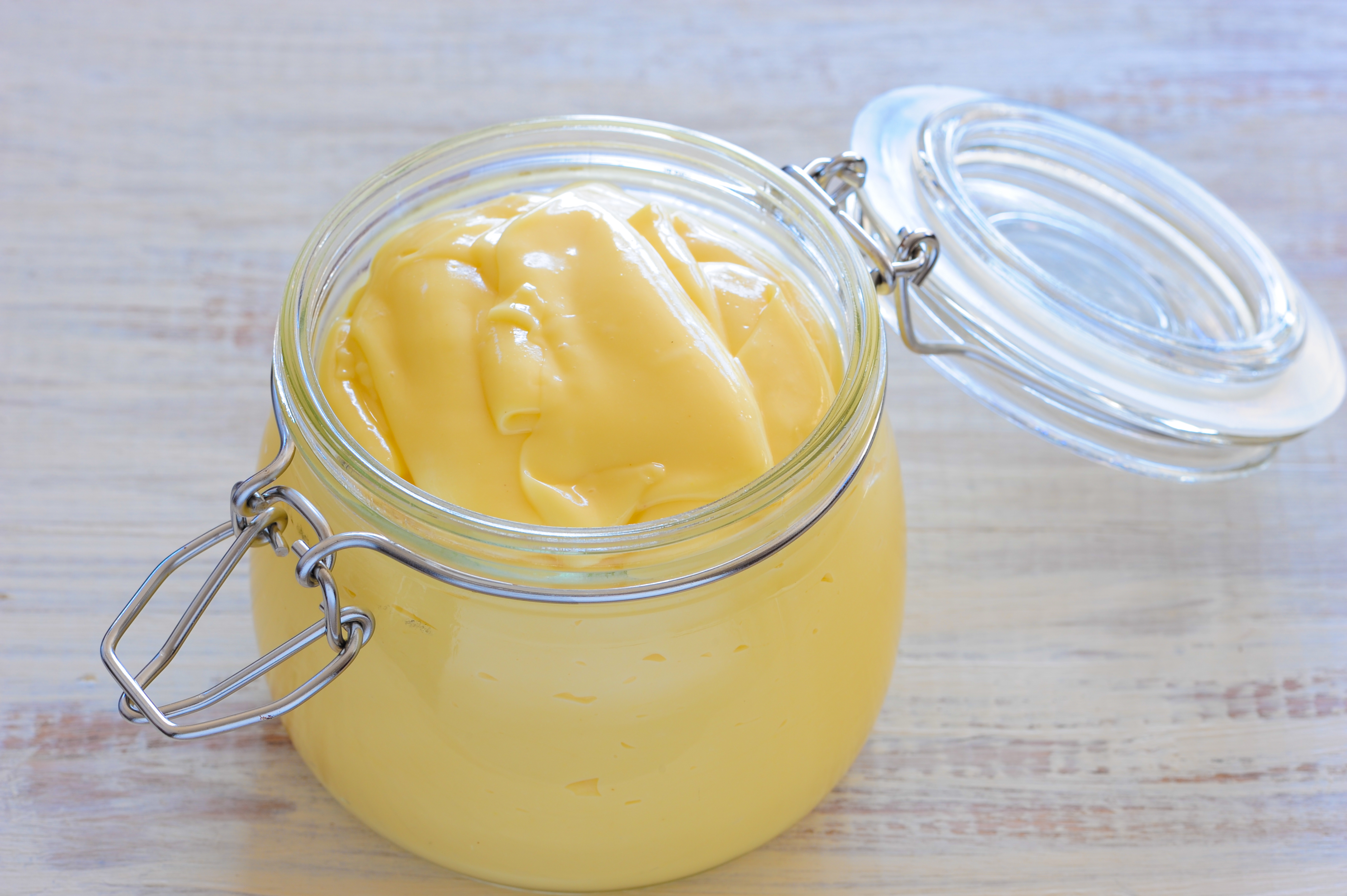
Um pote de maionese.

Maionese é um molho à base de óleo e ovo, com a forma de uma emulsão, preparado a frio e condimentado com vários temperos, sendo largamente utilizada na confecção de sanduíches e de saladas.

## História
Existem várias teorias que disputam as origens da maionese. O molho é conhecido desde há muito tempo na cozinha e nas prateleiras do mundo. Na Europa e mais especificamente na cidade de Maó na ilha de Minorca, nas Baleares, reclama a origem do nome. Teria se originado na cidade de Maó e depois levada à França após a Batalha de Minorca de 1756, em que os franceses derrotaram os britânicos. O condimento era conhecido como salsa mahonesa em castelhano e maonesa em catalão, depois popularizando-se como mayonnaise na cozinha francesa.
O cozinheiro do Duque de Richelieu conheceu esse molho em Maó, emulsionou-o a frio e serviu, com sucesso, aos vencedores. Levou a novidade para a França, chamando-a de mahonaise, a qual mais tarde passou a ser conhecida como mayonnaise, se popularizando em vários países do mundo.

## Ingredientes e variedades

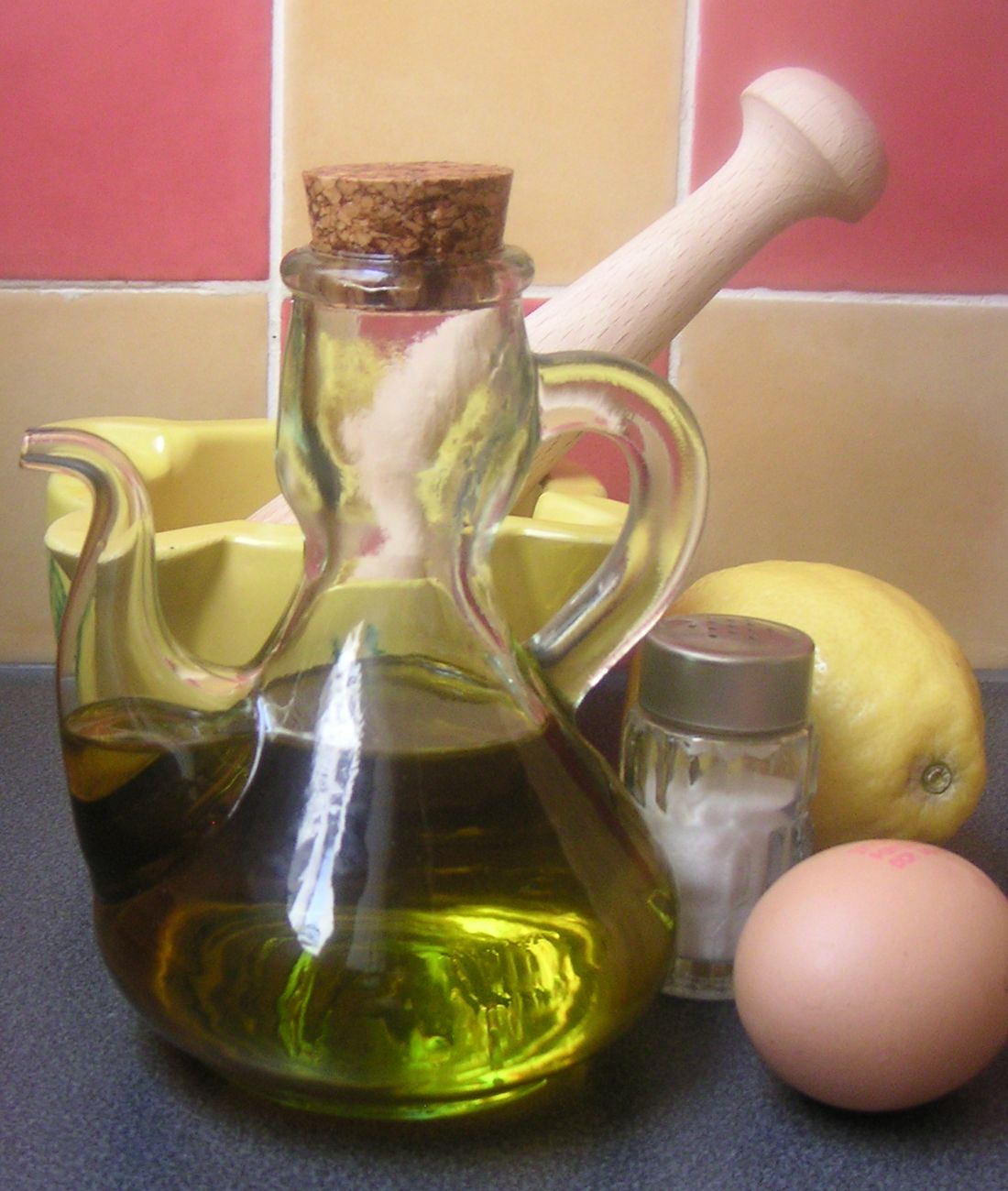
Ingredientes da maionese

Existem várias receitas de maionese mas os ingredientes básicos da maionese são ovo, óleo alimentar, limão ou vinagre e sal. Alguns temperos que são frequentemente utilizados são a mostarda, alho e pimenta do reino. É rica em vitamina E.
As marcas comerciais geralmente oferecem uma alternativa light com menos calorias. Tradicionalmente a maionese era feita com gemas de ovos crus em temperatura ambiente. No entanto, mais e mais, especialmente em cozinhas profissionais de restaurantes, está sendo empregada a prática de se fazer uso de gemas de ovos cozidos, mas depois esfriados, também trazidos à temperatura ambiente, na elaboração de suas próprias maioneses da casa. Essas medidas têm como propósito principal diminuir a possibilidade de que se desenvolvam no creme indesejadas colônias de bactérias danosas à saúde do consumidor.
Atualmente, a maionese vem sendo utilizada como base para a produção de outros cremes por vezes tidos como mais ou menos incomuns. O molho aioli é um creme especial produzido da mistura de alho cru com maionese. Na cozinha do Japão moderno, por exemplo, muitos chefs a misturam com o pó ou pasta de raiz-forte chamada wasabi (de cor verde-claro) ou com chili (vermelho) para utilizar na confecção de certos bolinhos de sushi ou como creme de acompanhamento a pratos de sushi. No Japão, a maionese é também, muito utilizada em pizzas, como acompanhamento. Já nos Países Baixos (Holanda) é muito comum o consumo de batatas fritas com um acompanhamento de uma mistura de quantidades iguais de molho de tomate e vinagre, o catchup, com o creme de maionese. Na culinária mexicana, ocasionalmente mistura-se maionese com molho de adobo com pimentas chipotle para produzir um produto diferenciado. Nos mercados alimentícios mexicanos é comum encontrar-se um produto chamado mayonesa, que trata-se de uma maionese que contém um distintíssimo sabor de limão. No leste europeu é comum misturar iogurte, creme e outros ingredientes com maionese para produzir um novo produto muito apreciado naquela região.

## Problemas de saúde
Por ser um alimento com ingredientes de origem animal (ovos), a maionese caseira é suscetível à presença de Salmonellas, uma espécie de bactéria que provoca gastroenterite, septicemia e febre entérica. A maionese industrializada não tem esse risco devido ao processo de pasteurização dos ovos e uso de conservantes. Para evitar o aparecimento de tais bactérias, aconselha-se que a maionese seja hermeticamente fechada e que, após aberto o pote pela primeira vez, ele seja armazenado num ambiente refrigerado por não mais que 30 dias.